# Dactylorhiza daunia
Dactylorhiza daunia är en orkidéart som beskrevs av Walter Rossi och Al.. Dactylorhiza daunia ingår i Handnyckelsläktet som ingår i familjen orkidéer. Inga underarter finns listade i Catalogue of Life.